# Festung Silberberg

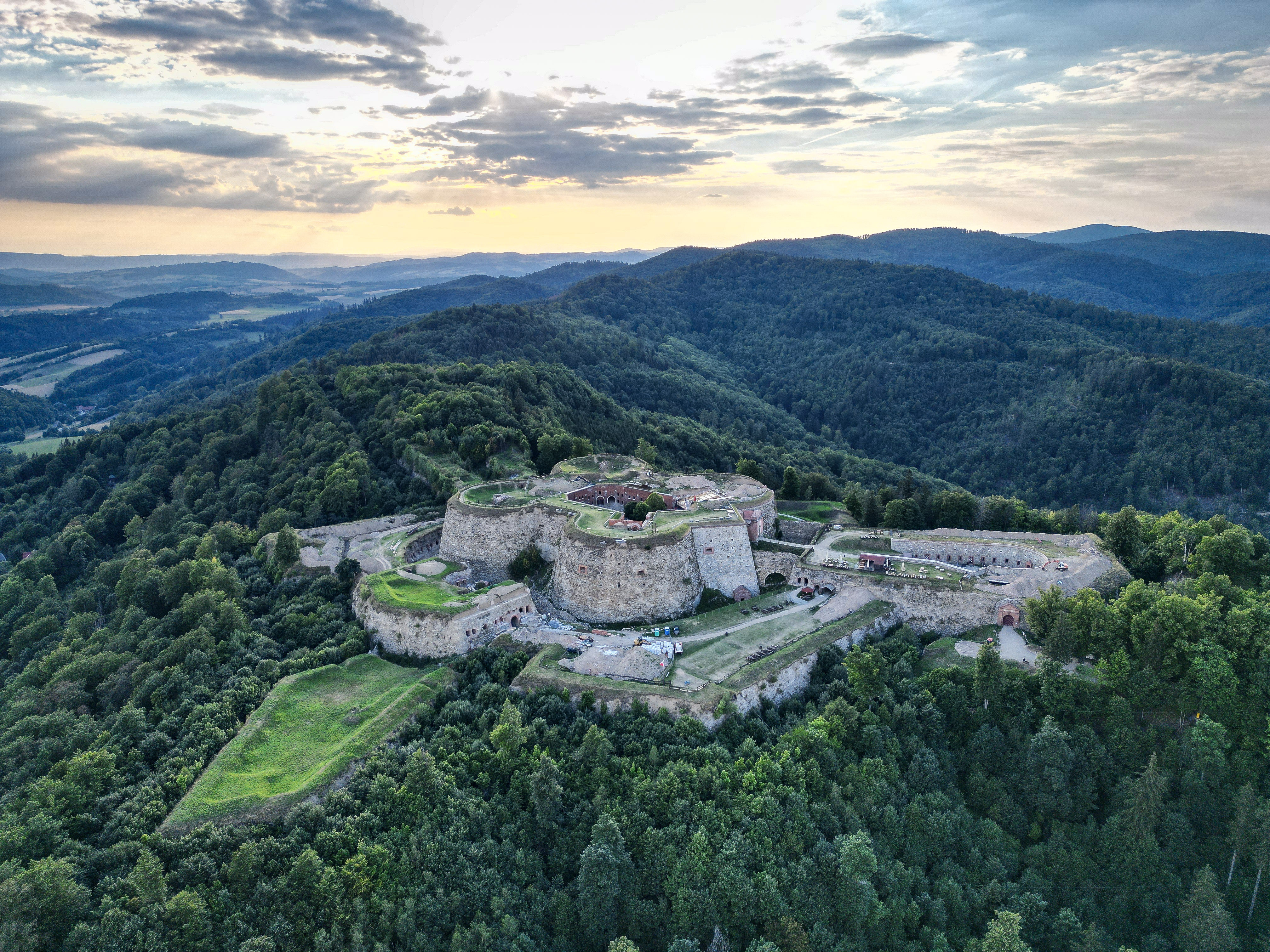
Festung Silberberg, Luftbild

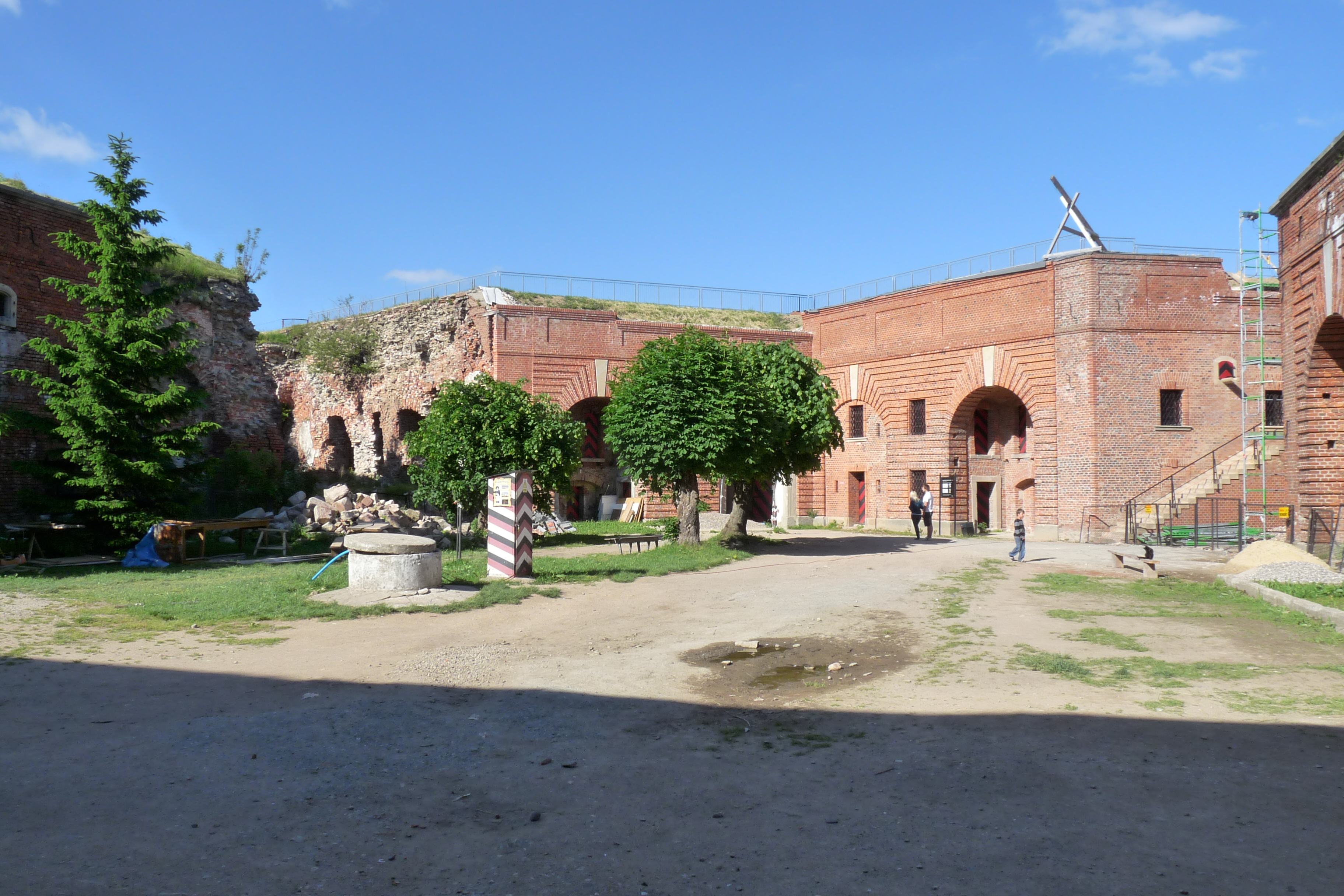
Festung Silberberg, Donjon

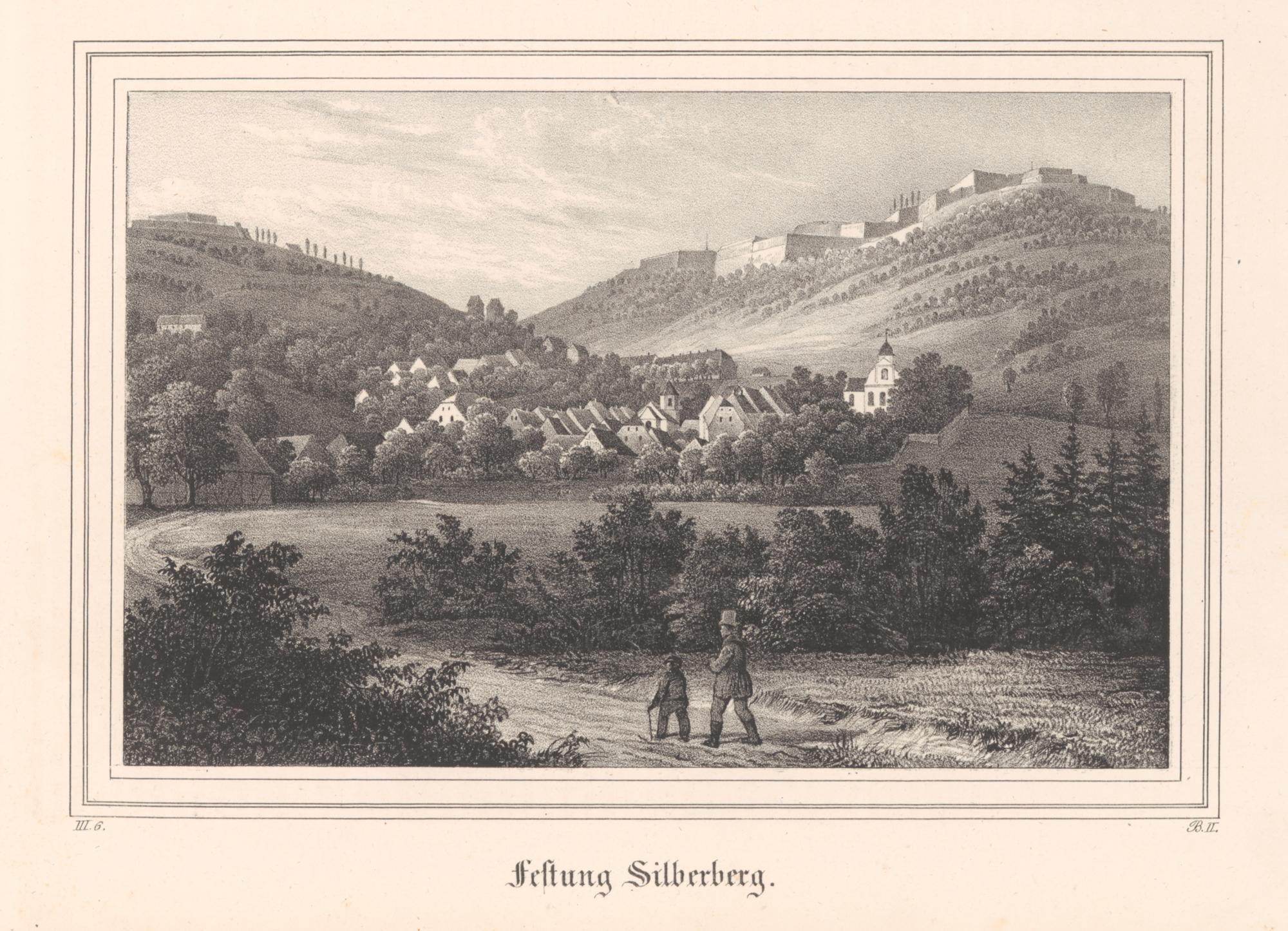
Festung Silberberg 1842, Lithographie von Heinrich Wilhelm Teichgräber

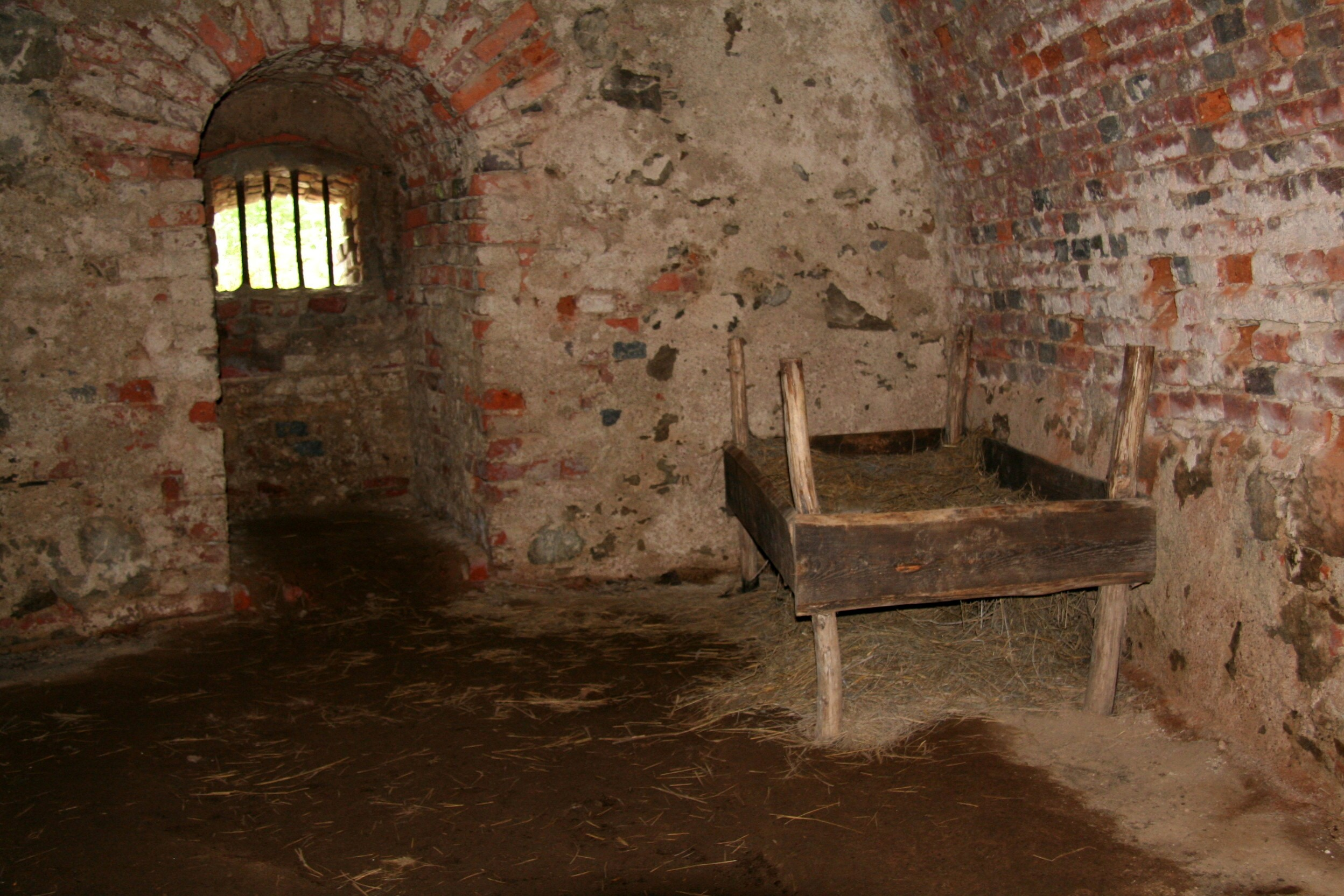
Festung Silberberg, Kasematte

Die Festung Silberberg oder auch Schlesisches Gibraltar (polnisch Twierdza Srebrnogórska, schlesisch: Festung Selberbarg) ist die einzige Gebirgsfestung auf dem Gebiet Schlesiens, in dem zur Gemeinde Stoszowice (Peterwitz) gehörenden Dorf Srebrna Góra (Stoszowice). Sie ist auch der größte Festungsbau in Europa mit dem höchsten Bastei-Donjon. In ihrer Geschichte wurde diese Festung niemals von Feinden eingenommen.

## Geschichte
Die Fortifikationen wurden auf Befehl des Preußischen Königs Friedrich II. errichtet. Zweck dieser Festung war die Verteidigung des Silberbergpasses und Stärkung der Befestigungslinie, gegen Angriffe der Österreicher, im Vorgebirge der Sudeten. Sie entstand zwischen 1765 und 1777.
Während des Vierten Koalitionskriegs verteidigte im Sommer 1807 Oberst Bogislaus von Schwerin die Festung erfolgreich gegen bayerische Rheinbundtruppen.
Als militärische Festung bestand sie nur knapp 100 Jahre, denn 1860 wurde sie aufgegeben und teilweise geschleift.
Die Festung Silberberg wurde aufgrund der Entscheidung Nr. 861 vom 14. April 1961 ins polnische Denkmalregister eingetragen und am 14. April 2004 auf Anordnung des Präsidenten der Republik Polen zum Geschichtsdenkmal erklärt.
Zurzeit ist die Festung Silberberg eine der meistbesuchten touristischen Attraktionen im Eulengebirge.

## Kommandanten der Festung
- 1775–1778 Generalmajor Franz Ludwig von Rossieres
- 1778–1787 Oberst Dietrich von Haas
- 1787–1797 Oberst Michael Wilhelm von Capeller
- 1800–1805 Oberst Johann Adam von Schlemmer
- 1805–1809 Oberst Magnus Carl Ferdinand Bogislaus von Schwerin
- 1809–1812 Oberst Karl Friedrich Heinrich von Massow
- 1812–1814 Oberst Heinrich Konstantin Anton von Poyda
- 1814–1817 Oberst Karl Rudolf von Glan
- 1817–1827 Generalmajor Ludwig Ernst Christian von Kyckpusch
- 1827–1839 Generalmajor Johann Karl von Langen
- 1839      Oberst Ludwig von Borstel (1787–1839)
- 1839–1846 Generalmajor Alexander von Kaweczinski
- 1846–1851 Oberst Friedrich Wilhelm Menckhoff
- 1851–1854 Oberstleutnant Emil von Bornstedt
- 1854–1856 Oberstleutnant Adolph von Randow
- 1856–1860 Oberstleutnant von Pape

(Quelle:)

## Gefangene der Festung

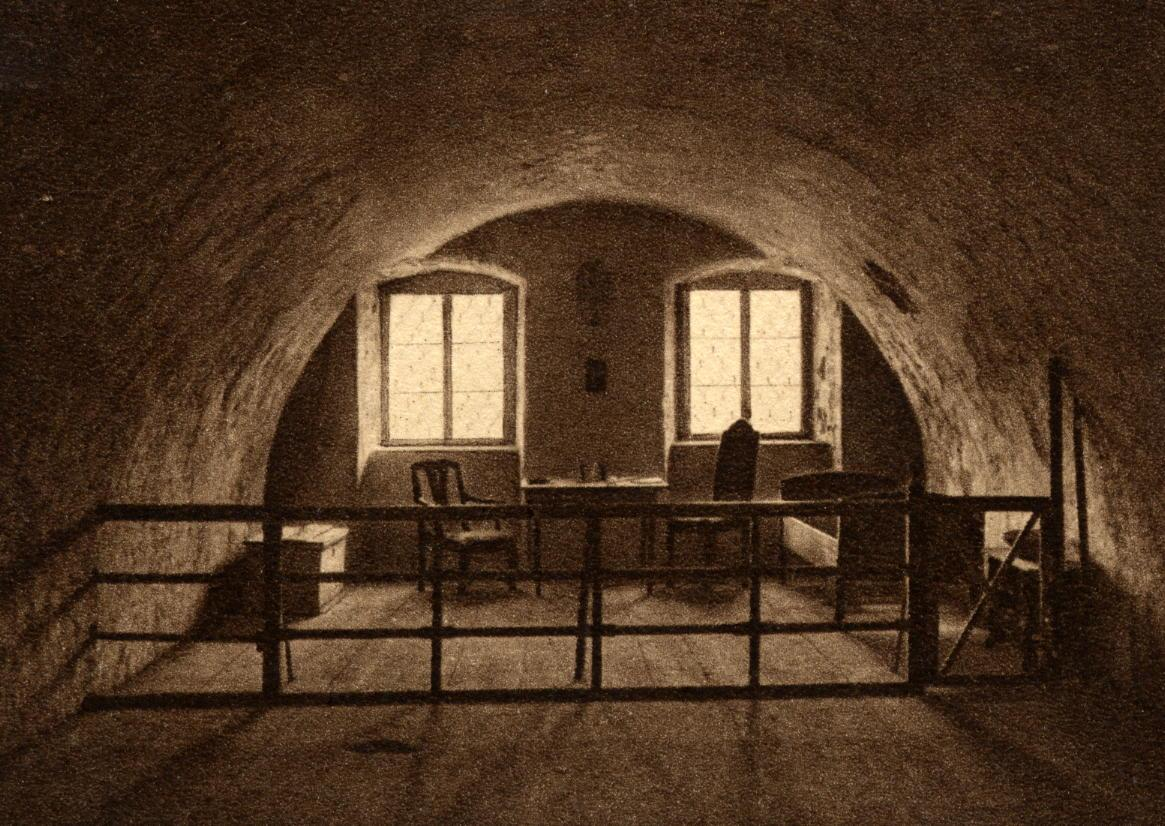
Ehemalige Zelle von Fritz Reuter

Im Zuge der Demagogenverfolgung wurden folgende Burschenschafter in den Kasematten der Festung eingekerkert:
- Carl August Bohl (1811–1870) – 1834 bis 1840
- Ernst Gustav Bönninger (?–1849) – 1836 bis 1838 (Flucht)
- August Wilhelm Braun (1811–1872) – 1834 bis 1840
- Johann Adolf Friedrich Döhn (1811–1864) – ab 1834
- Fritz Reuter – 16. November 1834 bis Mitte Februar 1837
- Andreas Wilhelm Scheibner (1807–1851) – ab 1834
- Heinrich Wilhelm Schultheiß (1810–1876) – 1836 bis 1840
- Carl Gustav Stahlberg (1814–1849) – 1834 bis 1840
- Franz Rudolf Wachsmuth (1810–1903) – 1835 bis 1837
- Wilhelm Wolff, genannt "Kasematten-Wolff" – 30. Juli 1835 bis 30. Juli 1838
- Ferdinand Wuthenow – Juni 1835 bis 1840

1939 wurden auf der Festung polnische Kriegsgefangene interniert, u. a. General Tadeusz Piskor (1889–1951) und Admiral Józef Unrug.